# المفسدون في الأرض (مسلسل)
المفسدون في الأرض مسلسل تلفزيوني من تأليف كل من سيد موسى ومحمد الشناوى، وإخراج محمد سامى علي. بطولة نخبة من ممثلين أهمهم عفاف شعيب وليلى طاهر ومحسنة توفيق وعبد المنعم إبراهيم ومحمود سعيد ونبيل المشيني وشعبان القبلاوي وهانى الروماني. بُث لأول مرة عام 1973 على التلفزيون الليبي.

## قصة العمل
يحكي تاريخ اليهود في حقبات زمنيه مخلتفه.كل خمس حلقات تحكي قصه في زمن معين

## الممثلون

### مصر
- عفاف شعيب
- ليلى ماهر
- أحمد ماهر
- عبد المنعم إبراهيم
- فاروق الفيشاوي
- محسنة توفيق
- مجدي وهبه
- جلال الشرقاوي
- نادية رشاد
- ليلى حمادة
- زكى عبد المجيد
- أحمد راضي
- سلوى محمود
- نجاة علي
- كريمة الشريف
- جليلة محمود
- رويده عدنان
- إبراهيم يسري
- فاروق عيطه
- آمال سالم
- أمل إبراهيم
- سهام فتحى
- إيمان علي محسن
- محمد حبيب
- أحمد حسين
- سعيد الصالح
- شريفة زيتون
- حمزة الشيمي
- عبد الله إسماعيل
- محمد الجدي
- محروس الجارحى

### ليبيا
- شعبان القبلاوي
- عمران راغب المدنيني
- كريمان جبر
- على القبلاوي
- عبد الله الريشي
- عياد الزليطني
- الطاهر القبائلي
- فتحى بدر
- رافع نجم

### تونس
- عمر خلفة

### سوريا
- سمر سامى
- هانى الروماني
- رغدة
- مها الصالح
- أدهم الملا

### الأردن
- نبيل المشيني
- محمود بو غريب
- روحى الصفدي
- عادل عفافة

### فلسطين
- محمود سعيد
- إبراهيم بعلوشه

### لبنان
- نادية حمدي
- عبد الكريم عمر
- إيمان صفا